# São Luís Futebol Clube
O São Luís Futebol Clube, mais conhecido simplesmente como São Luís, é um clube de futebol brasileiro da cidade de São Luís no estado do Maranhão.

## História
O São Luís Futebol Clube é uma equipe que atua no futebol profissional maranhense, fundo em 3 de agosto de 2001 como uma equipe amadora passou boa parte disputando competições amadoras como as categorias de base sub-15, sub-17 e sub-19 a equipe se sagrou-se campeão campeão do Campeonato maranhense Sub-17 de 2018 após vencer Cantareira por 1 a 0. e ainda venceu o seu segundo estadual em 2022 mas na categoria sub-15.

### Profissionalização
Mesmo fundado em 2001 o clube só se profissionalizou em 2023 após estreia no Campeonato Maranhense da segunda divisão de 2023 na pré série b contra o Santa Quitéria a partida terminou empatada  por 1 a 1 sendo sua primeira partida profissional, São Luís obteve a classificação de 7° lugar na competição, o São Luís aplicou a maior vitória da sua história após goleia o Expressinho por 8–0 e assim avançado para a fase de grupos do Campeonato Maranhense série b 2024.

## Títulos

### Categoria de Base
- Campeonato Maranhense Sub-17: 1 (2018)
- Campeonato Maranhense Sub-15: 1 (2022)

## Estatísticas

### Participações
|  | Participações em 2024 |

| Competição | Competição      | Temporadas | Melhor campanha | Estreia | Última | P | R |
| Maranhão   | Segunda Divisão | 2          | 3º lugar (2024) | 2023    | 2024   | – |   |